# Отрада (Альшеєвський район)
Отра́да (рос. Отрада, башк. Отрада) — село у складі Альшеєвського району Башкортостану, Росія. Входить до складу Кипчак-Аскаровської сільської ради.
Населення — 208 осіб (2010; 234 в 2002).
Національний склад:
- башкири — 67 %
- росіяни — 26 %